# Ken Patera
Ken Patera (Portland (Oregon), 6 november 1942) is een Amerikaans voormalig professioneel worstelaar en Olympisch gewichtheffer.

## In worstelen
- Afwerking en kenmerkende bewegingen
  - Bearhug
  - Lifted spinning full nelson

- Managers
  - Lou Albano
  - Ernie Roth
  - Adnan El Kassey
  - Bobby Heenan
  - The Grand Wizard

## Kampioenschappen en prestaties
- American Wrestling Association
  - AWA World Tag Team Championship (2 keer; 1x met Brad Rheingans en 1x met Jerry Blackwell)

- Cauliflower Alley Club
  - Other honoree (1999)

- Continental Wrestling Association
  - CWA International Heavyweight Championship (2 keer)

- Georgia Championship Wrestling
  - NWA Georgia Heavyweight Championship (1 keer)

- Mid-Atlantic Championship Wrestling
  - NWA Mid-Atlantic Heavyweight Championship (2 keer)
  - NWA Mid-Atlantic Tag Team Championship (1 keer met John Studd)

- NWA Big Time Wrestling
  - NWA American Heavyweight Championship (1 keer)

- NWA Tri-State
  - NWA Tri-State Brass Knuckles Championship (1 keer)
  - NWA United States Tag Team Championship (1 keer met Killer Karl Kox)

- Pro Wrestling Illustrated
  - PWI Most Hated Wrestler of the Year (1977, 1981)

- Southwest Championship Wrestling
  - SCW Southwest Brass Knuckles Championship (1 keer)

- St. Louis Wrestling Club
  - NWA Missouri Heavyweight Championship (2 keer)

- World Wrestling Federation
  - WWE Intercontinental Championship (1 keer)

- Wrestling Observer Newsletter awards
  - Match of the Year award in 1980 - vs. Bob Backlund (Texas Death match, 19 mei 1980 in New York)

## Gewichtheffen
Officiële records, behaald op 23 juli 1971, in San Francisco.
- Snatch – 175,3 kg
- Clean and jerk – 229,3 kg (505,5 lbs)
- Clean and press – 229,3 kg
- Olympisch totaalrecord – 633,9 kg (1397 lbs, zie bron) (hoogste record ooit door een Amerikaan in 1972 behaald en op 20 nov. 2020 nog steeds het record)[1]

Patera woog in die tijd 147 kg bij een lengte van 187 cm.

## Sterkste Man
- In 1977 behaalde Patera een derde plaats bij de competitie Sterkste Man van de Wereld.